# Rosso
Rosso (su nombre transliterado del árabe Al-Quwarib), es la mayor ciudad del suroeste de Mauritania, tercera del país con más de 75.617 habitantes según censo de 2013 y capital de la región de Trarza. Está ubicada a la orilla del río Senegal, a 204 kilómetros de la capital del país, Nuakchot.
Sus precipitaciones anuales son las más elevadas del país, con 300 litros/metro cuadrado y año. En sus orígenes la ciudad era un centro comercial de goma arábiga. Su crecimiento demográfico ha sido espectacular, teniendo en cuenta que apenas alcanzaba los 2300 habitantes en 1960. Mantiene una posición estratégica al ser lugar de paso obligado entre la capital mauritana y la de Senegal, Dakar, lo que la hace depender de las relaciones entre ambos estados que no siempre han sido buenas.
La economía está basado en el fuerte impacto del intercambio de mercancías y la agricultura, agradecida por las inversiones y ayudas en irrigación efectuadas por los Emiratos Árabes Unidos. Sin embargo, está sometida a los vaivenes de la climatología, en la que el desierto del Sahara la define de forma rigurosa y extrema. La proximidad al Sahel en las zonas de plagas de langosta ha provocado en ocasiones pérdidas cuantiosas en la agricultura.
Durante la ocupación colonial francesa, Senegal y Mauritania fueron administradas conjuntamente. Con la llegada de la independencia, la frontera entre ambos estados se trazó siguiendo como línea de separación el río Senegal, partiendo la ciudad de Rosso en dos.
La ciudad es el punto más cercano al parque nacional de Diawling.
- Datos: Q861580
- Multimedia: Rosso / Q861580